# The Beatles’ 1966 US Tour
The Beatles’ 1966 US Tour – szósta trasa koncertowa grupy muzycznej The Beatles, w jej trakcie odbyło się dwadzieścia jeden koncertów.

## Program koncertów
1. "Rock and Roll Music"
2. "She’s a Woman"
3. "If I Needed Someone"
4. "Day Tripper"
5. "Baby's in Black"
6. "I Feel Fine"
7. "Yesterday"
8. "I Wanna Be Your Man"
9. "Nowhere Man"
10. "Paperback Writer"
11. "Long Tall Sally"

## Lista koncertów
1. 12 sierpnia 1966 – Chicago, Illinois, USA – International Amphitheatre (dwa koncerty)
2. 13 sierpnia 1966 – Detroit, Michigan, USA – Olympia Stadium (dwa koncerty)
3. 14 sierpnia 1966 – Cleveland, Ohio, USA – Cleveland Stadium
4. 15 sierpnia 1966 – Waszyngton, USA – D. C. Stadium
5. 16 sierpnia 1966 – Filadelfia, Pensylwania, USA – John F. Kennedy Stadium
6. 17 sierpnia 1966 – Toronto, Kanada – Maple Leaf Gardens (dwa koncerty)
7. 18 sierpnia 1966 – Boston, Massachusetts, USA – Suffolk Downs Racetracks
8. 19 sierpnia 1966 – Memphis, Tennessee, USA – Mid-South Coliseum
9. 21 sierpnia 1966 – Cincinnati, Ohio, USA – Crosley Field
10. 23 sierpnia 1966 – New York City, Nowy Jork, USA – Shea Stadium
11. 25 sierpnia 1966 – Seattle, Waszyngton, USA – Seattle Center Coliseum (dwa koncerty)
12. 28 sierpnia 1966 – Los Angeles, Kalifornia, USA – Dodger Stadium
13. 29 sierpnia 1966 – San Francisco, Kalifornia, USA – Cadlestick Park

Koncert w Cincinnati w Crosley Field pierwotnie był planowany na 20 sierpnia; został przeniesiony na 21 sierpnia z powodu ulewnego deszczu.